# Discodothis filicum
Discodothis filicum är en svampart som beskrevs av Höhn. 1909. Discodothis filicum ingår i släktet Discodothis och familjen Parmulariaceae.   Inga underarter finns listade i Catalogue of Life.